# Dəhnəxəlil
Dəhnəxəlil è un comune dell'Azerbaigian situato nel distretto di Ağdaş. Conta una popolazione di 1 518 abitanti.